# FC Pro Vercelli 1892
Football Club Pro Vercelli 1892, zkráceně jen Pro Vercelli je italský fotbalový klub hrající v sezóně 2024/25 ve 3. italské fotbalové lize sídlící ve městě Vercelli v regionu Piemont.
gymnastická sekce byla založena již v roce 1887 a do Italské gymnastické federace byla přiřazena v roce 1892. Fotbalový klub byl založen v roce 1903 a je jedním z nejstarších klubů v Itálii a také se sedmi mistrovskými tituly patří k nejúspěšnějším týmům italské fotbalové historie.
Klub prošel několika znovuzaloženími, naposledy v roce 2010, kdy historickou značku získalo v koncesi spoluobčanské sdružení Associazione Sportiva Pro Belvedere Vercelli a prohlásilo se faktickým pokračovatelem sportovní tradice zaniklého Unione Sportiva Pro Vercelli.

## Změny názvu klubu
- 1903/04 – 1918/19 – SG Pro Vercelli (Società Ginnastica Pro Vercelli)
- 1919/20 – 2009/10 – US Pro Vercelli (Unione Sportiva Pro Vercelli)
- 2010/11 – FC Pro Vercelli 1892 (Football Club Pro Vercelli 1892)

## Získané trofeje

### Vyhrané domácí soutěže
- 1. italská liga (7x)

1908, 1909, 1910/11, 1911/12, 1912/13, 1920/21, 1921/22
- 2. italská liga (1×)

1907
- 4. italská liga (3×)

1954/55, 1956/57, 1970/71,

#### Medailové umístění
| Medaile umístění | Sezona                                                  |
| ---------------- | ------------------------------------------------------- |
| Serie A          | 1908, 1909, 1910/11, 1911/12, 1912/13, 1920/21, 1921/22 |
| Serie A          | 1909/10                                                 |

## Historie
gymnastická sekce byla založena již v roce 1887 a do Italské gymnastické federace byla přiřazena v roce 1892. V roce 1902, díky Marcella Bertinettiho byl založen také oddíl pro fotbal. Barva dresů byla bílá v kombinaci s černými kraťasy, dodnes je jim přezdívá White Casacche. V roce 1906 se klub připojil k FIGC a hrál svůj první turnaj ve druhé lize, kterou v roce 1907 vyhrál a postoupil do nejvyšší ligy.
V nejvyšší lize se rychle adaptovaly a do sezony 1912/13 ligu vyhrál pět krát a jednou prohrál ve finále. Po velké válce se klub stal opět mezi nejlepší kluby a v sezonách 1920/21 a 1921/22 vyhrály titul. To již bylo v době kdy se klub sloučil s GC Cappuccini a přejmenovali se na Unione Sportiva Pro Vercelli. V tomtéž roku uhráli bezbrankovou remízu v přátelském zápase s Liverpoolem, pro které to byla jediná bodová ztráta na kontinentálním turné. Po posledním titulu nastal růst turínských, milánských a boloňských týmů a šířením profesionality a tak hráči odcházeli do těchto klubů. Jejich nejlepší hráč Virginio Rosetta odešel do Juventusu.
Sezonu 1928/29 dokončili na pátém místě a získali tak pozvánku na první ročník Serie A. Ligu hrál šest let a nejlepší umístění bylo 7. místo v sezoně 1933/34. V této době zde hrál talent Silvio Piola, skvělý útočníka, který v roce 1934 odešel do Lazia. V roce 1935 klub sestoupil z nejvyšší soutěže, do níž se dosud nedokázalo vrátit a po sezoně 1940/41 sestoupil do třetí ligy a zpět do druhé ligy se vrátil až v sezoně 2012/13.
Od roku 1952 do 1970 hrál jen čtyři sezony ve třetí lize, zbytek strávil ve čtvrté lize. Nejhorší sportovní období bylo od sezony 1979/80 do 1983/84 a také 1991/92–1993/94, když hrály v páté lize. V roce 2010 se klub dostal do těžkých dluhů a bankrotu předešel sloučením s městským rivalem AS Pro Belvedere Vercelli. Klub přijal nový název FC Pro Vercelli 1892. V roce 2012 se po výhře v play off nad Carpi podařilo po 64 letech postoupit zpět do druhé ligy. V následujícím ročníku skončil na 21. místě a sestoupil, ale za rok se do druhé ligy opět vrátil, tam vydržel až do sezony 2017/18. Od 2018/19 hraje ve třetí lize. 

## Účast v ligách
| Úroveň soutěže | Název soutěže (nynější název) | První hraná sezona | Poslední hraná sezona | celkem odehraných sezon |
| -------------- | ----------------------------- | ------------------ | --------------------- | ----------------------- |
| 1              | Serie A                       | 1908               | 1934/35               | 24                      |
| 2              | Serie B                       | 1906               | 2017/18               | 15                      |
| 3              | Serie C                       | 1941/42            | 2024/25               | 28                      |
| 4              | Serie D                       | 1952/53            | 2010/11               | 38                      |
| 5              | Eccellenza                    | 1979/80            | 1993/94               | 8                       |

Historická tabulka Serie A od sezony 1929/30 do 2023/24.
| Celkové místo | Odehraných sezon | Celkem bodů | Celkem zápasů | Celkem výher | Celkem remíz | Celkem proher | Celkové skore |
| ------------- | ---------------- | ----------- | ------------- | ------------ | ------------ | ------------- | ------------- |
| 48            | 6                | 171         | 200           | 65           | 41           | 94            | 251:323       |

## Fotbalisté

### Historické statistiky
| Počet utkání | Počet utkání            | Počet utkání |  | Počet branek | Počet branek       | Počet branek |
| Pořadí       | Jméno                   | Počet        |  | Pořadí       | Jméno              | Počet        |
| 1.           | Mario Ardissone         | 354          |  | 1.           | Carlo Rampini      | 106          |
| 2.           | Luciano Vellano         | 310          |  | 2.           | Alessandro Rampini | 82           |
| 3.           | Italo Bolzoni           | 306          |  | 3.           | Paolo Tonelli      | 78           |
| 4.           | Franco Balocco          | 292          |  | 4.           | Mario Ardissone    | 74           |
| 5.           | Mario Zanello           | 279          |  | 5.           | Pierluigi Bosisio  | 59           |
| 6.           | Edoardo Jussich         | 276          |  | 6.           | Luigi Bajardi      | 53           |
| 7.           | Luigi Stara             | 251          |  | 7.           | Luigi Casalino     | 52           |
| 8.           | Biagio Rossi            | 240          |  | 8.           | Silvio Piola       | 51           |
| 9.           | Raimondo Cantone        | 230          |  | 9.           | Mario Zanello      | 47           |
| 10.          | Piergiorgio Castellazzi | 240          |  | 10.          | Giuseppe Pozzo     | 46           |

### Rekordní přestupy
| Nákup  | Nákup          | Nákup     | Nákup    | Nákup          |  | Prodej | Prodej          | Prodej    | Prodej   | Prodej         |
| Pořadí | Jméno          | sezona    | klub     | částka         |  | Pořadí | Jméno           | sezona    | klub     | částka         |
| 1.     | Simone Moschin | 2016/2017 | Chievo   | 4 mil. Euro    |  | 1.     | Mattia Bani     | 2016/2017 | Chievo   | 6,15 mil. Euro |
| 2.     | Luca Castiglia | 2014/2015 | Juventus | 1,5 mil. Euro  |  | 2.     | Alberto Masi    | 2012/2013 | Juventus | 2,1 mil. Euro  |
| 3.     | Guilio Parodi  | 2020/2021 | Juventus | 1,32 mil. Euro |  | 3.     | Cristian Bunino | 2014/2015 | Juventus | 1,75 mil. Euro |

### Na velkých turnajích

#### Hráči na Olympijských hrách
- Felice Berardo (OH 1912)
- Angelo Binaschi (OH 1912)
- Pietro Leone (OH 1912)
- Giuseppe Milano (OH 1912)
- Modesto Valle (OH 1912)
- Felice Milano (OH 1912)
- Carlo Rampini (OH 1912)
- Guido Ara (OH 1920)
- Giuseppe Parodi (OH 1920)
- Virginio Rosetta (OH 1920
- Mario Ardissone (OH 1924)
- Severino Rosso (OH 1924)